# Xuân La (phường)
Xuân La là một phường thuộc quận Tây Hồ, thành phố Hà Nội, Việt Nam.
Phường Xuân La nằm ở phía tây của hồ Tây. Đây là vùng đất cổ của Hà Nội, nổi tiếng với các ngôi chùa: Khai Nguyên, Thiên Niên, Vạn Niên, Ức Niên.

## Địa giới hành chính
- Phía đông giáp các phường Quảng An (ranh giới trên hồ Tây), Bưởi, quận Tây Hồ và phường Nghĩa Đô, quận Cầu Giấy
- Phía nam giáp phường Nghĩa Đô, quận Cầu Giấy và phường Cổ Nhuế 1, quận Bắc Từ Liêm
- Phía tây giáp phường Xuân Tảo, quận Bắc Từ Liêm
- Phía bắc giáp các phường Phú Thượng, Nhật Tân.

## Diện tích và dân số
Năm 1995, phường Xuân La có diện tích 217,7 hécta và dân số 6.386 người.
Phường có diện tích 2,18 km², dân số năm 2022 là 28.972 người, mật độ dân số đạt 13.289 người/km².

## Lịch sử hành chính
Xã Xuân La được thành lập trong thời kì kháng chiến chống Pháp trên cơ sở sáp nhập các làng Quán La xã, Quán La sở, Xuân Tảo sở và Vệ Hồ. Khi thành lập, xã Xuân La thuộc quận Lãng Bạc, sau thuộc huyện Ngoại thành.
Sau khi Hà Nội được giải phóng vào năm 1954, xã Xuân La thuộc quận V của ngoại thành Hà Nội. Từ năm 1961, xã Xuân La thuộc huyện Từ Liêm.
Tháng 10 năm 1995, xã Xuân La chuyển thành một phường thuộc quận Tây Hồ mới thành lập.

## Làng Quán La Xã
Làng Quán La Xã nằm ở phía tây của phường Xuân La.

### Lịch sử

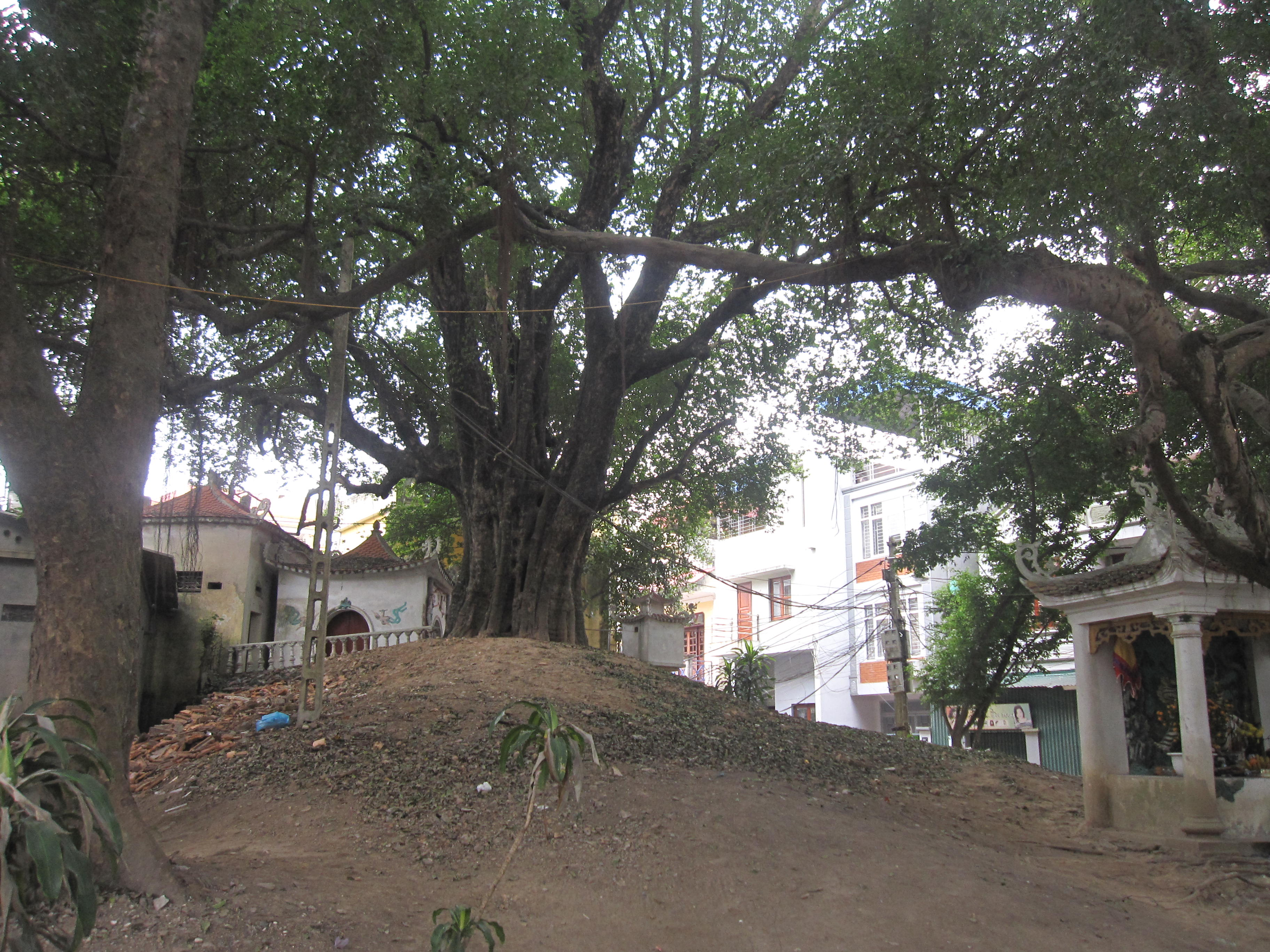
Gò Thất Diệu ở làng Quán La Xã

Làng Quán La Xã hay xã Quán La là một làng cổ, xưa có tên là động Già La (hay Dà La). Thời thuộc Đường (từ thế kỷ 7 đến thế kỷ 10), động Dà La nằm bên bến Lâm ấp ở ven hồ Tây. Động Dà La nằm trên khu đất khá cao nhưng bằng phẳng, có sông Dà La, tức sông Thiên Phù chảy qua. Sông Dà La nối với bãi sông Hồng ở khu vực Nhật Tân, hạ lưu nối với sông Tô Lịch ở Bưởi. Vì vậy, nơi đây thuận tiện cho các hoạt động sản xuất, đánh cá và buôn bán.
Vào thời Đường Minh Hoàng, niên hiệu Khai Nguyên, Đạo giáo rất phát triển. Thứ sử Quảng Châu là Lư Hoán được cử làm đô hộ Giao Châu, đóng phủ trị ở động Dà La. Lư Hoán cho đổi động Dà La thành thôn An Viễn và cho dựng trên gò đất lớn (gò Thất Diệu) một quán thờ Huyền Thiên Trấn Vũ, đặt tên là quán Khai Nguyên. Phía sau quán này có sông Dà La (Thiên Phù) chảy qua, nên còn có tên gọi là quán Dà La.
Quán Khai Nguyên, là một quán lớn, nên làng An Viễn lại đổi tên thành Khai Nguyên. Về sau, tên làng được gọi theo tên quán, và gọi tắt là làng Quán La. Vào đầu thế kỷ 11, sông Thiên Phù bị lấp, động Dà La bị mất dần vị thế kinh tế - hành chính.
Đến cuối thời Lê, đầu thời Nguyễn, Quán La là một xã thuộc tổng Phú Gia, huyện Từ Liêm, phủ Quốc Oai, trấn Sơn Tây. Từ năm 1831, xã Quán La thuộc phủ Hoài Đức, tỉnh Hà Nội. Dân số của xã khá ít, năm 1926 có 363 người.

### Chùa Khai Nguyên
Quán Khai Nguyên có nhiều đạo sĩ hành đạo, và tồn tại đến thời Lý, các vua Lý thường đến du ngoạn. Vào thời vua Trần Dụ Tông (1341 - 1369), nhà sư Vân Thao cho trùng tu quán rồi đổi thành chùa, đặt tên là An Dưỡng tự.

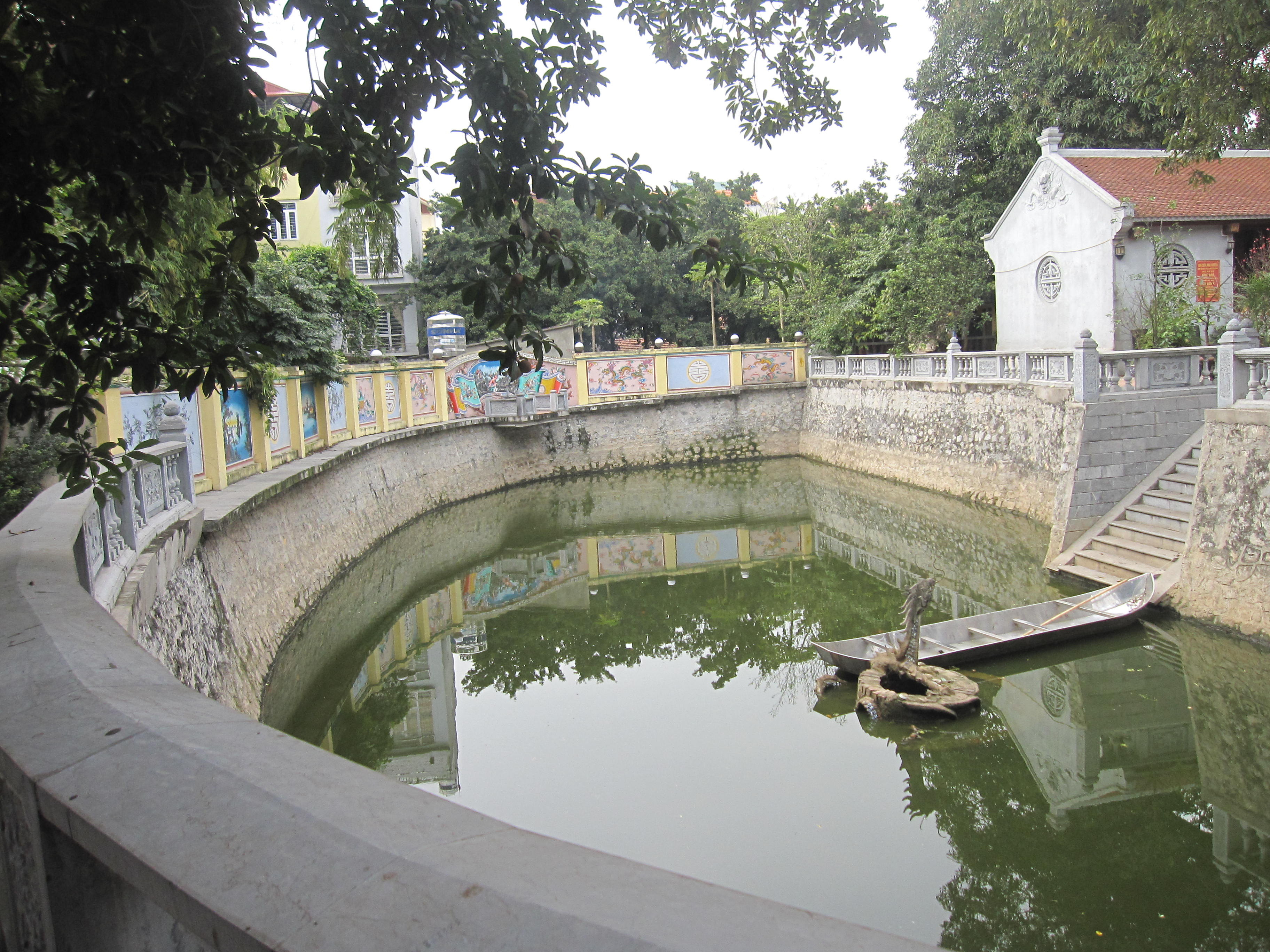
Hồ bán nguyệt trong khuôn viên chùa Khai Nguyên

Về sau, do chùa bị tạp nhiễu, nhà sư chuyển đi nơi khác, chùa bị hoang phế, người dân dùng làm miếu thờ thần núi. Vào thời Lê trung hưng (cuối thế kỷ 17), chùa mới được dựng lại, nay là chùa Khai Nguyên.
Trong chùa có quả chuông khắc tên "Khai Nguyên Tự chung" , được đúc vào tháng 12 năm đầu niên hiệu Thiệu Trị (khoảng đầu năm 1842), sau khi quả chuông đúc năm Nhâm Thân niên hiệu Chính Hòa (1692) bị thất lạc. Chùa còn có tấm bia niên hiệu Thái Đức thứ 11 triều Tây Sơn (1778) nói về quá trình tu bổ chùa.
Chùa Khai Nguyên hiện còn lưu giữ cuốn mộc thư có ba chữ "Khai Nguyên Tự". Ngoài các tượng Phật, tượng Mẫu, tượng Hộ pháp, ở chùa này còn một pho tượng nữa được cho là tượng Đường Minh Hoàng.

### Đình Quán La
Đình Quán La thờ vị Sơn thần và bà Duệ Trang, một liệt nữ có công đánh giặc, bảo vệ kinh thành Thăng Long. Bà Duệ Trang được dân địa phương phụng thờ từ cuối triều Trần. Đình nằm trên gò Thất Diệu, gồm ba gian thờ dọc, hai gian tiền tế và một gian hậu cung. Phía sau đình có một hang sâu gọi là động Thông Thiền, tương truyền dựng vào thời Lý Thần Tông (1128 - 1138) là nơi tu luyện của các đạo sĩ. 
Trong thời kì kháng chiến chống Pháp, thực dân Pháp đã cho lấp bỏ động để đề phòng quân du kích trú ngụ.
Trong khuôn viên đình có văn chỉ làng Quán La, thờ Lão Tử.
Cụm di tích tôn giáo tín ngưỡng gồm đình Quán La, chùa Khai Nguyên, miếu và hang ở Quán La Xã có chiều dài lịch sử đặc biệt và hiếm thấy ở Việt Nam. Cụm di tích này còn lưu giữ được 18 đạo sắc phong, 11 bia đá cổ ghi chép việc tu sửa, tôn tạo đình, chùa.
Cụm di tích chùa Khôi Nguyên và đình Quán La Xã đã được xếp hạng Di tích lịch sử - văn hóa - nghệ thuật kiến trúc cấp quốc gia vào năm 1984.

### Cây Di sản
Tháng 11 năm 2011, cây đa chùa Khai Nguyên, cây thị và cây đa đình Quán La Xã đã được nhận danh hiệu cây di sản Việt Nam.
Cây đa chùa Khai Nguyên có độ tuổi khoảng 350 năm đến 400 năm, chu vi thân 18,2 m, cao 35 m. Đây là địa điểm chủ tịch Hồ Chí Minh về thăm xã Xuân La vào năm 1958. Cây thị đình Quán La Xã khoảng 900 năm tuổi, chu vi thân cây 6,6 m, chiều cao 35 m. Cây đa đình Quán La Xã khoảng 250 năm tuổi, chu vi thân chính 6,3 m, cao 32 m.

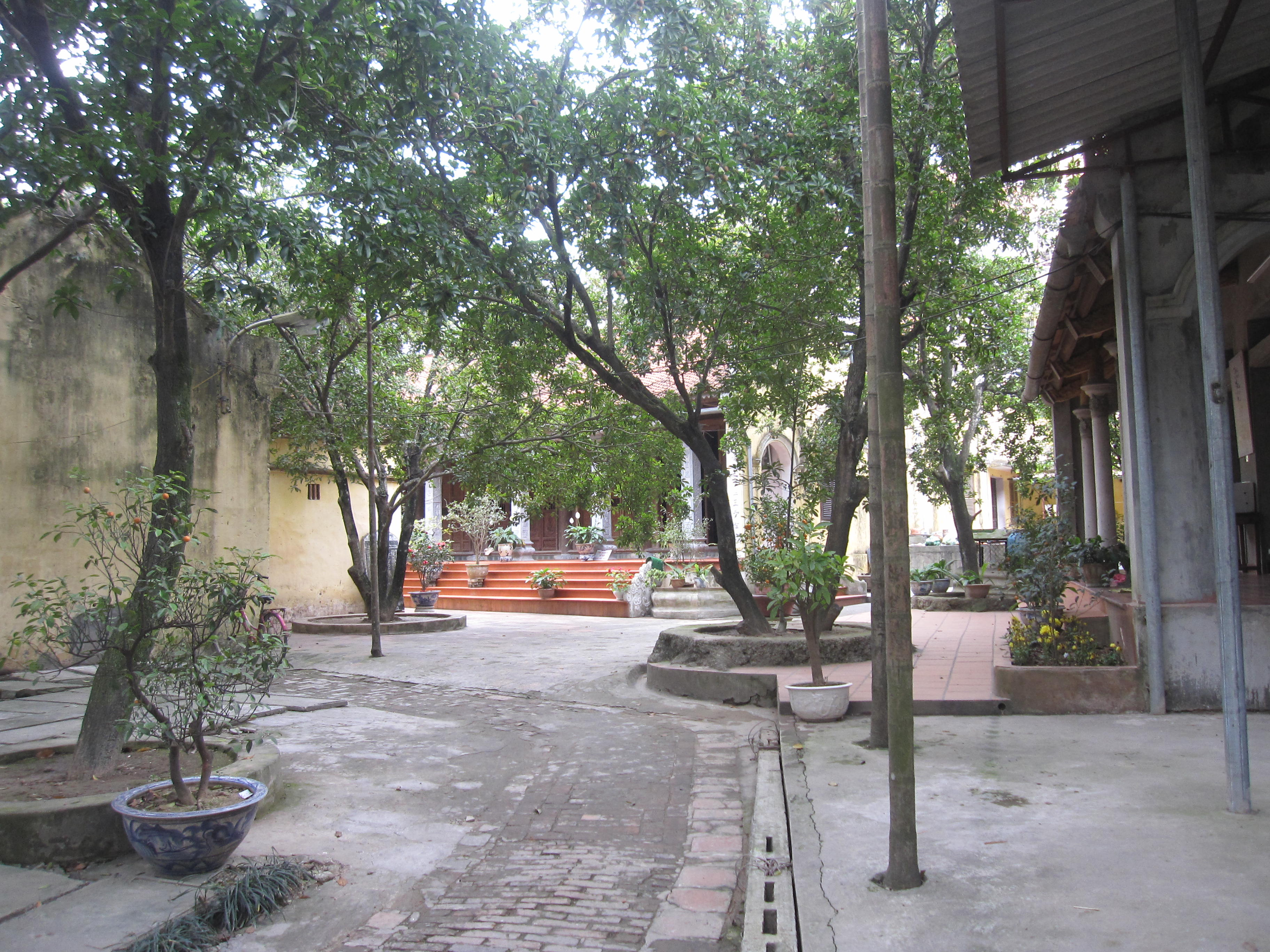
Chùa Ức Niên nằm khuất sau những cây hồng xiêm cổ thụ.

## Làng Quán La Sở
Làng Quán La Sở nằm ở phía bắc của phường Xuân La.
Năm Hồng Đức 12 (1481), Lê Thánh Tông cho lập 43 sở đồn điền trong cả nước, trong đó có Quán La Sở (tức sở Quán La, phân biệt với xã Quán La). Sau này, các sở đồn điền trở thành các làng, sở Quán La được gọi là làng Quán La Sở.

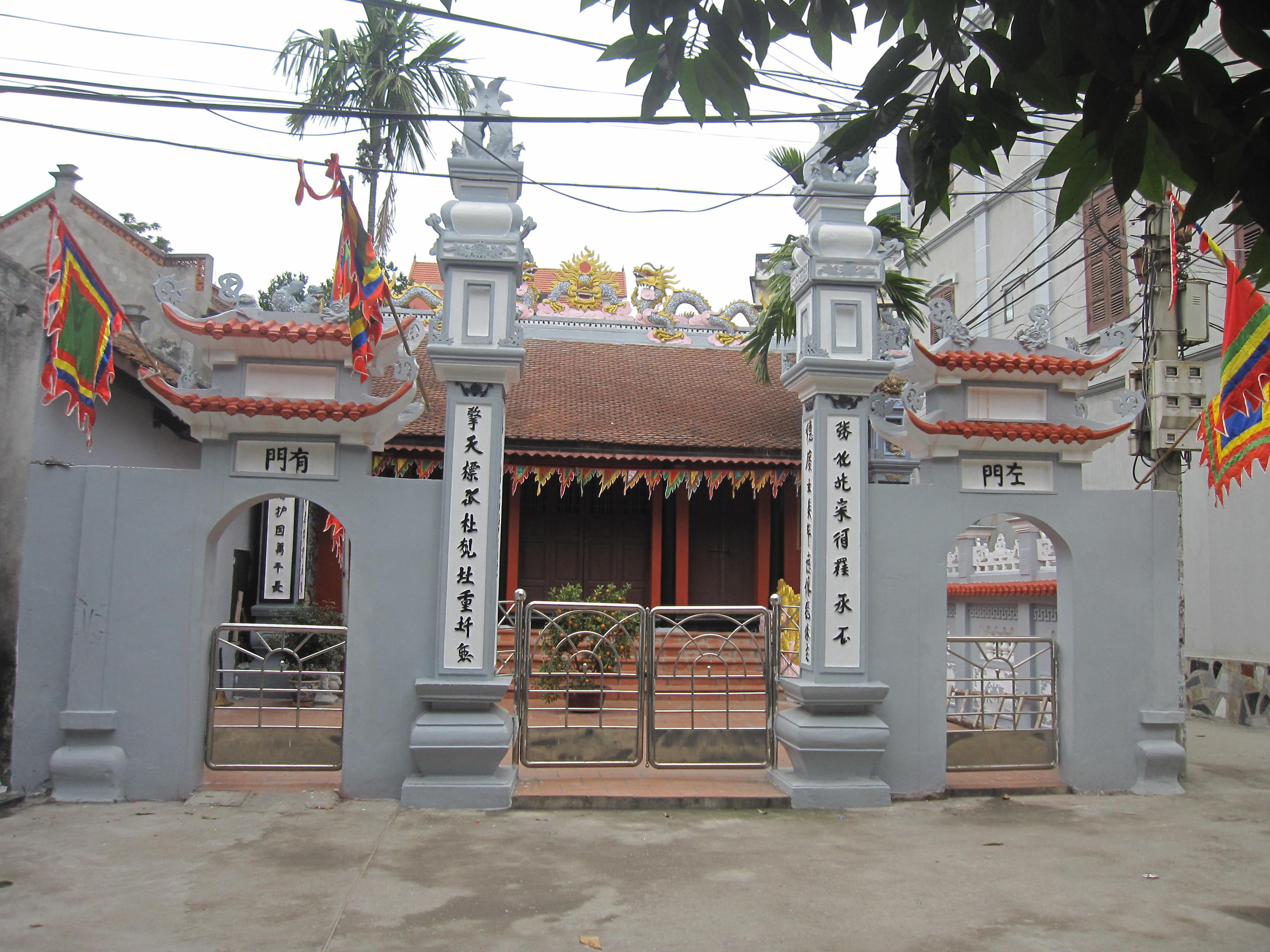
Đình Quán La Sở, nằm cạnh chùa Ức Niên.

Theo một tài liệu Hán Nôm, năm 1916, sở Quán La thuộc tổng Phú Gia, huyện Từ Liêm, phủ Hoài Đức, tỉnh Hà Đông.
Dân Quán La Sở rất thạo việc đánh bắt chim dẽ.
Tại làng Quán La Sở có chùa Ức Niên và đình Quán La Sở.

## Làng Xuân Tảo Sở
Làng Xuân Tảo Sở nằm ở phía nam của phường Xuân La.

### Lịch sử
Xuân Tảo Sở, cùng với Quán La Sở là một trong 43 sở đồn điền trong cả nước được vua Lê Thánh Tông cho lập năm Hồng Đức 12 (1481), với tên gọi ban đầu là Minh Cảo Sở. Cũng có tài liệu cho rằng Xuân Tảo Sở, còn gọi là làng Sở, vốn là một đồn điền lập ra trên phần "ruộng quốc khố" (ruộng) từ thời Lý - Trần, do nhà nước chiêu tập các tù binh (vào thời Lý - Trần là các tù binh Chiêm Thành), các tội nhân, những người mắc nợ hoặc dân nghèo khó (thời Lê) về khai phá. Xuân Tảo Sở là đồn điền của nhà nước nên có đến 734 mẫu ruộng công. Đồn điền này gồm hai bộ phận cư dân là Xuân Tảo Sở (hoặc Tảo Sở, tức sở Xuân Tảo, để phân biệt với xã Xuân Tảo nay là phường Xuân Tảo) và Vệ Hồ, sau tách ra thành hai thôn riêng.
Đầu thế kỷ 19, Xuân Tảo Sở thuộc tổng Minh Cảo, huyện Từ Liêm, phủ Quốc Oai, trấn Sơn Tây. Từ năm 1831 thuộc phủ Hoài Đức, tỉnh Hà Nội. Năm 1915, làng Xuân Tảo Sở được cắt về tổng Trung huyện Hoàn Long, tỉnh Hà Đông. Năm 1942 thuộc Đại lý đặc biệt Hà Nội.

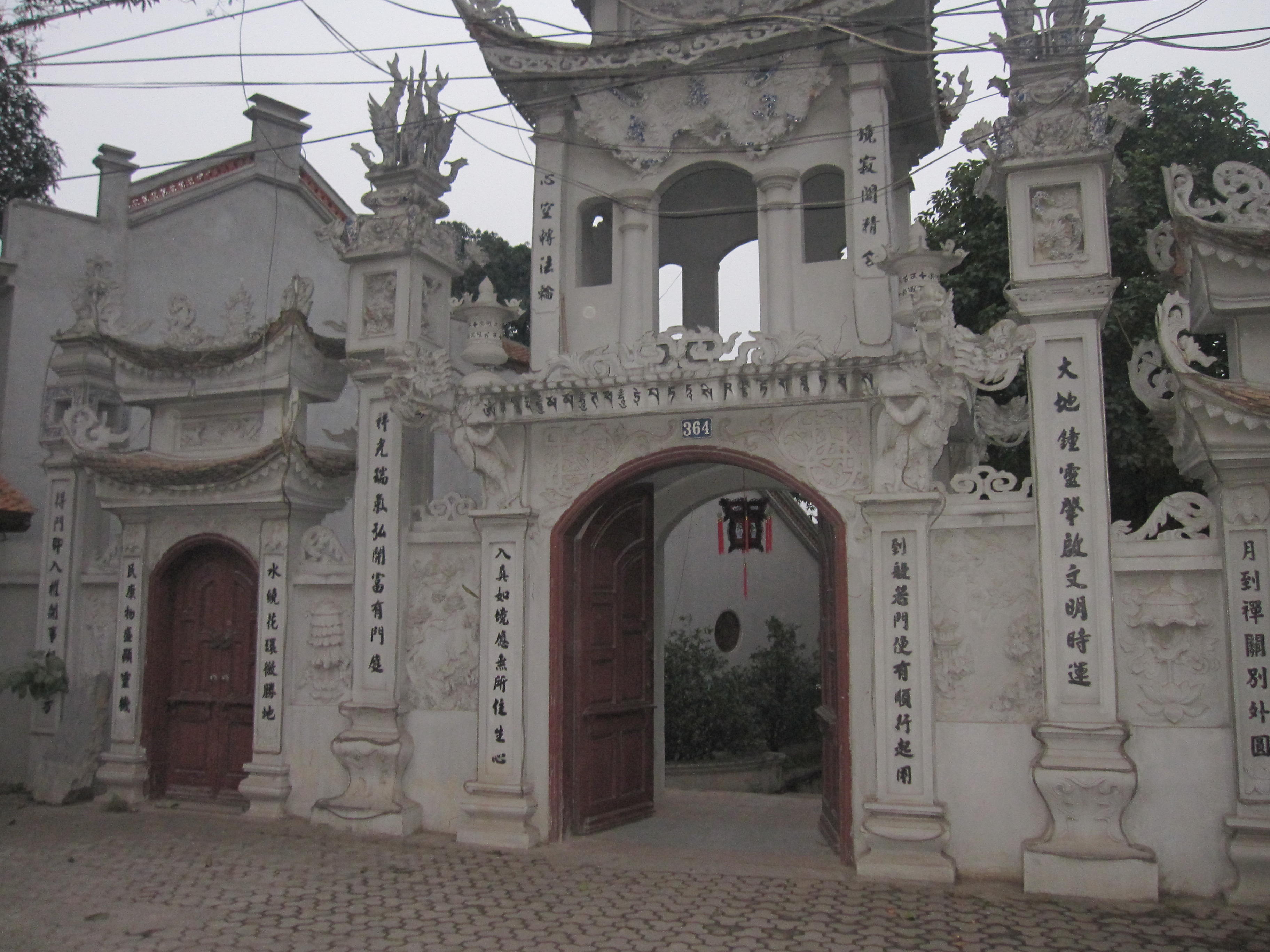
Cổng chùa Vạn Niên

Xuân Tảo Sở là làng nhỏ, năm 1926 chỉ có 154 nhân khẩu. Các họ gốc của làng là họ Phương, họ Ngô, họ Nguyễn và họ Trần, ngoài ra còn có họ Lê, họ Vũ... Trai đinh trong làng xưa được chia làm 4 giáp: Nhất, Nhì, Tam, Tứ.
Trước Cách mạng tháng Tám (1945), dân làng Xuân Tảo Sở làm nghề nông, gồm cấy lúa, trồng màu và trồng cây thuốc lá, không có nghề các phụ. Một số gia đình săn bắt các loại chim quanh hồ Tây, rất ít người sống bằng nghề đánh bắt cá.
Hai làng Xuân Tảo Sở và Vệ Hồ có chung các công trình tín ngưỡng như đình, chùa. Hội làng trước đây mở vào tháng hai, có tục bơi chải trên hồ Tây và thổi cơm thi. Đình Xuân Tảo Sở đã bị cháy trong thời Pháp chiếm Hà Nội, chỉ còn chùa Vạn Niên nằm bên hồ Tây.

### Chùa Vạn Niên
Chùa Vạn Niên được dựng vào năm Giáp Dần niên hiệu Thuận Thiên (1014), ban đầu có tên là "Vạn Tuế". Sau đó, chùa được mở rộng, trở thành một trong những chùa có quy mô lớn ở Thăng Long. Một trong số các sư trụ trì của chùa là tăng sư Thảo Đường, từng sang Chiêm Thành truyền đạo, đã được Lý Thánh Tông phong làm quốc sư, lập ra thiền phái Thảo Đường, kết hợp giữa ba phái: thiền tông, tịnh tông và mật tông, thiền phái này được các vua Lý từ Thánh Tông đến Cao Tông ủng hộ.
Chùa có kết cấu chữ "Đinh", gồm 5 gian bái đường và ba gian thượng điện. Chùa đã được xếp hạng Di tích Lịch sử văn hóa năm 1996.
Đến nay, chùa còn lưu giữ 46 pho tượng, hai quả chuông đồng, 11 đạo sắc phong, và nhiều đồ thờ tự có giá trị văn hoá - lịch sử.

## Làng Vệ Hồ

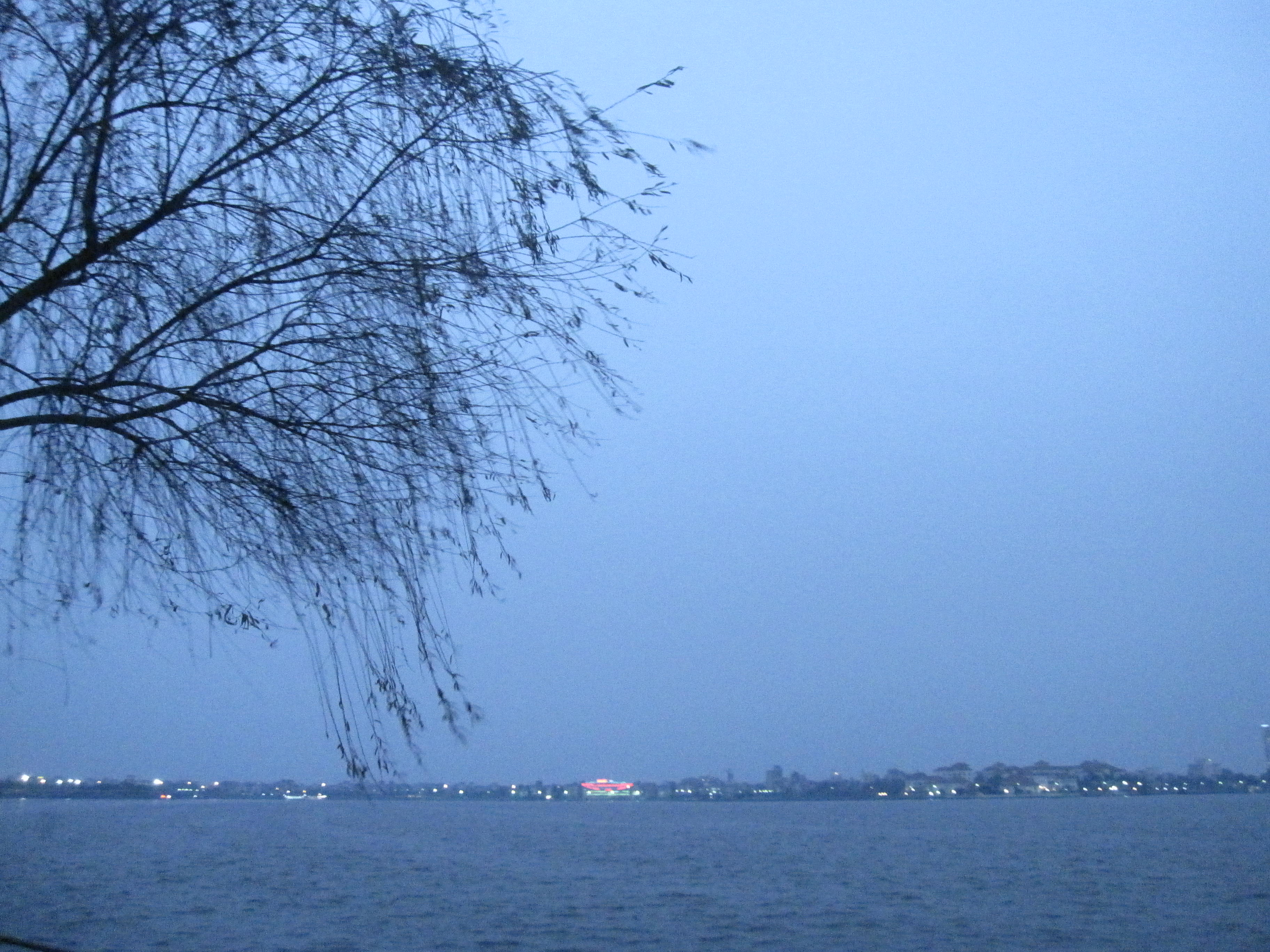
Hoàng hôn hồ Tây, nhìn từ phố Vệ Hồ (phía sau chùa Vạn Niên)

Làng Vệ Hồ nằm ở phía đông của phường Xuân La. Trước đây, Vệ Hồ là một làng nhỏ (năm 1926 chỉ có 353 nhân khẩu). Đầu thế kỷ 19 là thôn Vệ Hồ thuộc sở Xuân Tảo, tổng Minh Cảo, huyện Từ Liêm, phủ Quốc Oai, trấn Sơn Tây.
Làng nằm ven hồ Tây, đúng như tên gọi "Vệ Hồ". Trước đây, ngoài làm ruộng, dân làng còn làm nghề đánh cá và chim trên hồ Tây.
Trong những năm 1920, toàn quyền Đông Dương Pierre Pasquier đã cho xây tại làng Vệ Hồ một nơi nghỉ mát vào mùa hè cho các quan cai trị cao cấp người Pháp. Đến năm 1935, khu nghỉ mát này chuyển cho Nam triều, do tổng đốc Hà Đông Hoàng Trọng Phu quản lý.
Làng Vệ Hồ xưa kia có tục bơi chải trên hồ Tây tháng ba và tục thổi cơm thi vào tháng mười (âm lịch).
Tháng 2 năm 2012, thành phố Hà Nội đã đặt tên cho đoạn đường ven hồ Tây thuộc khu vực phường Xuân La là phố Vệ Hồ.. Trên con phố này là nhà thi đấu Đua Thuyền Hồ Tây được xây dựng khi SEA Games 22 tổ chức tại Việt Nam.

## Nghề trồng đào
Từ một xã ngoại thành chuyên trồng lúa và trồng màu, Xuân La chuyển sang trồng đào Nhật Tân.
Năm 2007, phường Xuân La có 43,5 ha trồng đào, chiếm 1/3 diện tích trồng đào của quận Tây Hồ. Tuy nhiên, diện tích trồng đào sụt giảm do ảnh hưởng của các dự án đô thị hóa.

## Giao thông
Phường Xuân La có đường Võ Chí Công (Vành đai 2), đường Lạc Long Quân, đường Nguyễn Hoàng Tôn, đường Xuân La và phố Vệ Hồ chạy qua địa bàn. Xe buýt nội thành Hà Nội đi qua đây có các tuyến số 25, 33, 55 và 90.

## Thông tin khác
Một số di tích văn hóa nổi tiếng thuộc các địa phương khác nhưng nằm giáp ranh với địa giới phường Xuân La như: chùa Thiên Niên (phường Bưởi quản lý), chùa Tảo Sách (phường Nhật Tân quản lý), đền Sóc (phường Xuân Tảo quản lý).
Ngày 23 tháng 11 năm 2024, nhân Chào mừng kỷ niệm 60 năm Ngày Bác Hồ về thăm Xuân La (23/11/1964-2024), phường Xuân La đã long trọng tổ chức lễ đón nhận danh hiệu “Phường đạt chuẩn Đô thị văn minh”. Với 9 tiêu chí, 52 nội dung xây dựng “Phường đạt chuẩn Đô thị văn minh” được phường thực hiện thành công đã làm thay đổi diện mạo đô thị và thúc đẩy các hoạt động kinh tế-xã hội phát triển. Xuân La cũng trở thành phường đầu tiên trong số các phường thuộc Quận Tây Hồ, Hà Nội đạt chuẩn Đô thị văn minh.